# Bluesugar
BlueSugar è l'ottavo album in studio del cantautore italiano Zucchero Fornaciari, pubblicato il 5 novembre 1998. Fu seguito dal Bluesugar World Tour, che rappresenta, con i suoi 131 concerti, la seconda tournée più lunga del cantante emiliano.

## Il disco

### Concezione
Album dagli intenti intimistici, Bluesugar è una tappa dichiaratamente sperimentale nella carriera di Zucchero. Le sonorità, meno riconducibili al blues quanto piuttosto ad una chiara matrice pop rock, si orientano verso un'influenza anglosassone con incursioni nella musica elettronica, ricercata anche a partire dalla scelta dei musicisti, tra i quali spicca Steve Winwood. 
I testi, che risultano più scarni, sono stati scritti con l’attitudine ad una maggiore sintesi, ma senza rinunciare ai tratti passionali e sanguigni, marchio di fabbrica del bluesman emiliano. Bluesugar segna anche il consolidamento del sodalizio artistico con Pasquale Panella, noto per le collaborazioni con l'ultimo Battisti e con il quale Zucchero iniziò a cooperare in Miserere.

### Canzoni
L'album si apre con la hit estiva You Make Me Feel Loved, il cui testo presenta vari riferimenti alla terra natale di Zucchero, l'Emilia-Romagna.  Tra i brani si distingue poi Blu, primo singolo estratto, il cui testo inglese è stato scritto assieme a Bono ed è stato inciso in duetto con Sheryl Crow nell'edizione inglese e con Ilse DeLange nella versione nordica del cd. In Arcord, il cui tema principale è il ricordo, è presente un sample della Canzone della bambina portoghese di Francesco Guccini, eseguita anche dai Nomadi, a testimoniare la dedica di Zucchero al compianto Augusto Daolio. Il disco prosegue con il secondo singolo estratto Puro amore, scritta con le figlie Irene ed Alice, e con due brani con incursioni di musica elettronica, intermezzati dalla simpatica Donkey Tonkey: si tratta di Back 2 U e (Temporaneamente) x sempre tuo.  Tra l'intensa ballata Eccetera eccetera e Dopo di noi, riferita alla fine della storia tra Zucchero e la sua ex-moglie, si trova l'onirica canzone parlata Karma, stai kalma, che vede la figlia Irene al debutto di cantante. L'album si chiude con I tempi cambieranno, che affronta il tema dell'amicizia.
La versione natalizia presenta l'aggiunta della cover di White Christmas.

## Tracce
Testi e musiche di Zucchero, eccetto dove diversamente indicato.

### Versione italiana (1998)
1. You Make Me Feel Loved – 4:00 (musica: Zucchero, L. Rosi, M. Marcolini)
2. Blu – 5:46 (testo: Zucchero, Pasquale Panella)
3. Arcord – 4:42
4. Puro amore – 3:29 (testo: Zucchero, Pasquale Panella – musica: Zucchero, Irene Fornaciari, Alice Fornaciari)
5. Back 2 U – 4:34 (testo: Zucchero, Adelio Cogliati – musica: Zucchero, Giovanni Fare, Luigi Tonet)
6. Donkey Tonkey – 4:55
7. (Temporaneamente) x sempre tuo – 4:08
8. Eccetera eccetera – 5:30 (testo: Pasquale Panella)
9. Karma, stai kalma (feat. Irene Fornaciari) – 4:44 (testo: Zucchero, Pasquale Panella)
10. Dopo di noi – 4:32
11. I tempi cambieranno – 4:44

### Versione italiana natalizia (1999)
Questa edizione presenta il titolo Bluesugar & White Christmas blu su sfondo bianco.
1. You Make Me Feel Loved – 4:00 (musica: Zucchero, L. Rosi, M. Marcolini)
2. Blu – 5:46 (testo: Zucchero, Pasquale Panella)
3. Arcord – 4:42
4. Puro amore – 3:29 (testo: Zucchero, Pasquale Panella – musica: Zucchero, Irene Fornaciari, Alice Fornaciari)
5. Back 2 U – 4:34 (testo: Zucchero, Adelio Cogliati – musica: Zucchero, Giovanni Fare, Luigi Tonet)
6. Donkey Tonkey – 4:55
7. (Temporaneamente) x sempre tuo – 4:08
8. Eccetera eccetera – 5:30 (testo: Pasquale Panella)
9. Karma, stai kalma (feat. Irene Fornaciari) – 4:44 (testo: Zucchero, Pasquale Panella)
10. Dopo di noi – 4:32
11. I tempi cambieranno – 4:44
12. White Christmas – 3:35 (Irving Berlin) – Bonus Track edizione natalizia

### Versione spagnola
1. You Make Me Feel Loved – 4:00 (musica: Zucchero, L. Rosi, M. Marcolini)
2. Blu (Lo Que Sueño) (feat. Rosana) – 5:46 (testo: Zucchero, Rosana)
3. Arcord – 4:42
4. Puro amore – 3:29 (testo: Zucchero, Pasquale Panella – musica: Zucchero, Irene Fornaciari, Alice Fornaciari)
5. Back 2 U – 4:34 (testo: Zucchero, Adelio Cogliati – musica: Zucchero, Giovanni Fare, Luigi Tonet)
6. Donkey Tonkey – 4:55
7. (Temporaneamente) x sempre tuo – 4:08
8. Eccetera eccetera – 5:30 (testo: Pasquale Panella)
9. Karma, stai kalma (feat. Irene Fornaciari) – 4:44 (testo: Zucchero, Pasquale Panella)
10. Dopo di noi – 4:32
11. I tempi cambieranno – 4:44
12. Blu – 5:46 (testo: Zucchero, Pasquale Panella)

### Versione inglese
1. You Make Me Feel Loved – 4:00 (testo: P. Buchanan – musica: Zucchero, L. Rosi, M. Marcolini)
2. Blue – 5:46 (testo: Bono)
3. Thin Air – 5:30 (testo: Zucchero, E. Bazilian)
4. If Not Tonight – 3:29 (testo: E. Bazilian – musica: Zucchero, Irene Fornaciari, Alice Fornaciari)
5. Back 2 U – 4:34 (testo: Zucchero, A. Cogliati – musica: Zucchero, G. Fare, L. Tonet)
6. Donkey Tonkey – 4:55
7. (Temporaneamente) x sempre tuo – 4:08
8. More than This – 4:42 (testo: P. Buchanan)
9. Karma, stai kalma (feat. Irene Fornaciari) – 4:44 (testo: Zucchero, Pasquale Panella)
10. I Wish You Love – 4:32 (testo: Zucchero, P. Buchanan)
11. I tempi cambieranno – 4:44

### Versione svizzera e austriaca
Le versioni svizzera e austriaca sono uguali all'edizione italiana, con l'aggiunta di una traccia n.12 rispettivamente intitolata Personal Dedication e Persönlicher Widmung.

### Versione tedesca
1. You Make Me Feel Loved – 4:00 (testo: P. Buchanan – musica: Zucchero, L. Rosi, M. Marcolini)
2. Blue – 5:46 (testo: Bono)
3. Thin Air – 5:30 (testo: Zucchero, E. Bazilian)
4. If Not Tonight – 3:29 (testo: E. Bazilian – musica: Zucchero, Irene Fornaciari, Alice Fornaciari)
5. Back 2 U – 4:34 (testo: Zucchero, A. Cogliati – musica: Zucchero, G. Fare, L. Tonet)
6. Donkey Tonkey – 4:55
7. (Temporaneamente) x sempre tuo – 4:08
8. More than This – 4:42 (testo: P. Buchanan)
9. Karma, stai kalma (feat. Irene Fornaciari) – 4:44 (testo: Zucchero, Pasquale Panella)
10. I Wish You Love – 4:32 (testo: Zucchero, P. Buchanan)
11. I tempi cambieranno – 4:44
12. White Christmas – 3:35 (Irving Berlin)
13. Diamante (feat. Peter Maffay) (testo: Francesco De Gregori, F. Musker – musica: Zucchero, M. Vergnaghi, M. Saggese)

### Versioni a edizione limitata
1998
Una versione a edizione limitata, con copertina differente dall'originale, è stata pubblicata nel 1998.
2016
Il vinile del disco è stato nuovamente pubblicato nel box set ad edizione limitata Studio Vinyl Collection del 2016.

## I video musicali
- Blu, su YouTube.
- You Make Me Feel Loved, su YouTube.
- Puro amore, su YouTube.
- Arcord, su YouTube.

## Formazione
- Zucchero - voce, tremolo chitarra, mellotron, organo Hammond, chitarra elettrica, pianoforte, batteria (nel brano Dopo di noi)
- Michael Urbano - batteria, percussioni
- Corrado Rustici - chitarra elettrica, chitarra 6 corde, chitarra 12 corde, cori, tastiera, organo Hammond, chitarra acustica, assolo di chitarra (nel brano Dopo di noi)
- Steve Winwood - organo Hammond (nei brani Arcord e Eccetera eccetera)
- Benny Rietveld - basso
- Max Marcolini - dobro
- Mark Feltham - armonica
- Mino Vergnaghi, Katie Kissoon, Shirley Goss - cori
- Irene Fornaciari - cori, seconda voce (nel brano Karma, stai kalma)

## Accuse di plagio
In seguito alla pubblicazione dell'album, e del suo singolo Blu, Zucchero è stato accusato di plagio dal collega Michele Pecora. Quest'ultimo, che, in passato, si era avvalso della collaborazione del bluesman reggiano per la composizione del brano Te ne vai, accusò Zucchero di avere copiato la melodia e parte di testo di Era lei, per il suo brano Blu.
La vicenda, finita in tribunale, si risolse con la completa assoluzione di Zucchero, Pasquale Panella (coautore del testo del brano) e della casa discografica Universal Music Group. 
Nonostante ciò, i danni d'immagine che il cantante emiliano ebbe da questa causa si protrassero per anni, anche a causa del servizio televisivo andato in onda a Striscia la notizia in cui Zucchero si vide consegnare il Tapiro d'Oro da Valerio Staffelli e reagì in modo adirato.
Anni più tardi, Zucchero ha raccontato nel suo libro autobiografico Il suono della domenica - Il romanzo della mia vita che, nonostante l'assoluzione ("dal punto di vista musicale l'accusa era ridicola, facendo una ricerca sulle scale discendenti e ascendenti il perito dimostrò che ci sono almeno duemila canzoni che possono assomigliare a questa"), nessuno, men che meno il creatore di Striscia Antonio Ricci, si preoccupò di commentare il grossolano errore.

## Successo commerciale
L'album ha raggiunto la vetta della classifica italiana di vendite due settimane dopo la sua pubblicazione, e vi è rimasto per ben otto settimane consecutive a cavallo tra il 1998 e il 1999. L'album ha venduto oltre 1 500 000 copie complessive nel mondo. In Italia ha venduto oltre 1 000 000 di copie durante il primo anno di pubblicazione, di cui la metà durante il primo mese di pubblicazione, e circa 900 000 nei primi quattro mesi. In Francia ha venduto approssimativamente 250 000 copie. Nel primo mese dopo la pubblicazione il disco aveva già venduto 500 000 copie in Italia e altre 200 000 in Europa.

## Classifiche

### Classifiche settimanali
| Classifica (1998) | Posizione massima |
| ----------------- | ----------------- |
| Austria           | 14                |
| Europa            | 15                |
| Francia           | 46                |
| Germania          | 72                |
| Italia            | 1                 |
| Svizzera          | 6                 |

### Classifiche di fine anno
| Classifica (1998) | Posizione |
| ----------------- | --------- |
| Germania          | 633       |
| Italia            | 7         |
| Classifica (1999) | Posizione |
| Europa            | 99        |
| Italia            | 25        |